# Halowe Mistrzostwa Świata w Lekkoatletyce 2016 – bieg na 60 m przez płotki mężczyzn
Bieg na 60 metrów przez płotki mężczyzn – jedna z konkurencji biegowych rozgrywanych podczas halowych lekkoatletycznych mistrzostw świata w Oregon Convention Center w Portlandzie.
Tytułu mistrzowskiego z 2014 roku nie bronił Amerykanin Omo Osaghae.

## Minimum kwalifikacyjne
Aby zakwalifikować się do mistrzostw, należało wypełnić minimum kwalifikacyjne wynoszące 7,72 (hala) lub 13,45 na otwartym stadionie (uzyskane w okresie od 1 stycznia 2015 do 7 marca 2016).

## Terminarz
| Data     | Godzina |            |
| -------- | ------- | ---------- |
| 19 marca | 17:05   | Eliminacje |
| 20 marca | 12:40   | Półfinały  |
| 20 marca | 14:40   | Finał      |

## Rekordy
W poniższej tabeli przedstawiono (według stanu przed rozpoczęciem mistrzostw) halowe rekordy świata, poszczególnych kontynentów oraz halowych mistrzostw świata.
|                                   | Zawodnik         | Wynik | Miejsce      | Data                |
| --------------------------------- | ---------------- | ----- | ------------ | ------------------- |
| Halowy rekord świata              | Colin Jackson    | 7,30  | Sindelfingen | 6 marca 1994(dts)   |
| Rekord halowych mistrzostw świata | Dayron Robles    | 7,34  | Doha         | 14 marca 2010(dts)  |
| Halowy rekord Afryki              | Shaun Bownes     | 7,52  | Gandawa      | 23 lutego 2001(dts) |
| Halowy rekord Ameryki Północnej   | Dayron Robles    | 7,33  | Düsseldorf   | 8 lutego 2008(dts)  |
| Halowy rekord Australii i Oceanii | Kyle Vander Kuyp | 7,73  | Barcelona    | 11 marca 1995(dts)  |
| Halowy rekord Australii i Oceanii | Kyle Vander Kuyp | 7,73  | Barcelona    | 12 marca 1995(dts)  |
| Halowy rekord Azji                | Liu Xiang        | 7,41  | Birmingham   | 18 lutego 2012(dts) |
| Halowy rekord Europy              | Colin Jackson    | 7,30  | Sindelfingen | 6 marca 1994(dts)   |

## Listy światowe
Tabela przedstawia 10 najlepszych wyników uzyskanych w sezonie halowym 2016 przed rozpoczęciem mistrzostw.
| Lp. | Zawodnik                | Wynik | Data      | Miejsce           |
| --- | ----------------------- | ----- | --------- | ----------------- |
| 1.  | Dimitri Bascou          | 7,41  | 13 lutego | Berlin            |
| 2.  | Omar McLeod             | 7,46  | 20 lutego | Nowy Jork         |
| 3.  | Pascal Martinot-Lagarde | 7,47  | 28 lutego | Aubière           |
| 4.  | Orlando Ortega          | 7,49  | 3 lutego  | Düsseldorf        |
| 5.  | Jarret Eaton            | 7,52  | 12 marca  | Portland          |
| 6.  | Ashton Eaton            | 7,53  | 20 lutego | Nowy Jork         |
| 6.  | Myles Hunter            | 7,53  | 12 marca  | Pittsburg         |
| 8.  | Balázs Baji             | 7,55  | 21 lutego | Budapeszt         |
| 9.  | Devon Allen             | 7,56  | 12 marca  | Birmingham        |
| 10. | Jeff Porter             | 7,57  | 5 marca   | Jablonec nad Nysą |

## Wyniki
| CR – rekord mistrzostw \| NR – rekord kraju \| AR – rekord kontynentu \| SB – najlepszy wynik w sezonie \| PB – rekord życiowy |

### Eliminacje
Awans: Pierwszych dwóch z każdego biegu (Q) oraz dwóch z najlepszymi czasami wśród przegranych (q).
Źródło: IAAF
| Pozycja | Bieg | Tor | Zawodnik                | Reprezentacja                        | Czas | Uwagi |
| ------- | ---- | --- | ----------------------- | ------------------------------------ | ---- | ----- |
| 1.      | 4    | 5   | Pascal Martinot-Lagarde | Francja                              | 7,48 | Q     |
| 2.      | 2    | 4   | Omar McLeod             | Jamajka                              | 7,58 | Q     |
| 2.      | 3    | 4   | Dimitri Bascou          | Francja                              | 7,58 | Q     |
| 4.      | 1    | 5   | Eddie Lovett            | Wyspy Dziewicze Stanów Zjednoczonych | 7,63 | Q,    |
| 5.      | 1    | 3   | Jarret Eaton            | Stany Zjednoczone                    | 7,66 | Q     |
| 6.      | 4    | 7   | Spencer Adams           | Stany Zjednoczone                    | 7,68 | Q     |
| 7.      | 4    | 6   | Shane Brathwaite        | Barbados                             | 7,68 | Q     |
| 8.      | 2    | 7   | Yordan O’Farrill        | Kuba                                 | 7,69 | Q     |
| 8.      | 3    | 8   | Yidiel Contreras        | Hiszpania                            | 7,69 | Q     |
| 10.     | 4    | 2   | Mikel Thomas            | Trynidad i Tobago                    | 7,72 | q     |
| 11.     | 1    | 8   | Balázs Baji             | Węgry                                | 7,73 | Q     |
| 12.     | 2    | 5   | Andreas Martinsen       | Dania                                | 7,74 | Q     |
| 13.     | 2    | 7   | Lawrence Clarke         | Wielka Brytania                      | 7,74 | q     |
| 14.     | 3    | 3   | Xie Wenjun              | Chiny                                | 7,74 | Q     |
| 14.     | 3    | 2   | Konstandinos Duwalidis  | Grecja                               | 7,74 | Q     |
| 16.     | 3    | 5   | Fábio dos Santos        | Brazylia                             | 7,76 | q     |
| 17.     | 1    | 6   | Antonio Alkana          | Południowa Afryka                    | 7,76 | PB    |
| 18.     | 4    | 3   | Jhoanis Portilla        | Kuba                                 | 7,77 |       |
| 19.     | 4    | 8   | Serhij Kopanajko        | Ukraina                              | 7,77 |       |
| 20.     | 2    | 6   | Maksim Łynsza           | Białoruś                             | 7,77 |       |
| 21.     | 2    | 2   | Dominik Bochenek        | Polska                               | 7,86 |       |
| 22.     | 2    | 7   | Brahian Peña            | Szwajcaria                           | 7,87 |       |
| 23.     | 1    | 2   | Martin Vogel            | Niemcy                               | 7,91 |       |
| 24.     | 1    | 4   | Artem Szamatryn         | Ukraina                              | 7,95 |       |
| 25.     | 2    | 8   | João Vitor de Oliveira  | Brazylia                             | 7,99 |       |
| 25.     | 3    | 3   | Moussa Dembele          | Senegal                              | 7,99 |       |
| 27.     | 4    | 4   | Namataiki Tevenino      | Polinezja Francuska                  | 8,84 |       |
| –       | 3    | 6   | Amir Shaker             | Irak                                 | DNS  |       |

### Półfinał
Awans: Pierwszych czterech z każdego biegu (Q).
Źródło: IAAF
| Pozycja | Bieg | Tor | Zawodnik                | Reprezentacja                        | Czas | Uwagi |
| ------- | ---- | --- | ----------------------- | ------------------------------------ | ---- | ----- |
| 1.      | 1    | 4   | Pascal Martinot-Lagarde | Francja                              | 7,52 | Q     |
| 1.      | 2    | 5   | Omar McLeod             | Jamajka                              | 7,52 | Q     |
| 3.      | 1    | 6   | Jarret Eaton            | Stany Zjednoczone                    | 7,52 | Q,    |
| 4.      | 2    | 3   | Dimitri Bascou          | Francja                              | 7,63 | Q     |
| 5.      | 1    | 7   | Shane Brathwaite        | Barbados                             | 7,64 | Q,    |
| 6.      | 2    | 7   | Balázs Baji             | Węgry                                | 7,64 | Q     |
| 7.      | 2    | 6   | Spencer Adams           | Stany Zjednoczone                    | 7,65 | Q     |
| 8.      | 2    | 5   | Yordan O’Farrill        | Kuba                                 | 7,67 |       |
| 9.      | 2    | 1   | Lawrence Clarke         | Wielka Brytania                      | 7,69 |       |
| 10.     | 1    | 4   | Eddie Lovett            | Wyspy Dziewicze Stanów Zjednoczonych | 7,69 | Q     |
| 11.     | 1    | 3   | Yidiel Contreras        | Hiszpania                            | 7,71 |       |
| 12.     | 2    | 2   | Mikel Thomas            | Trynidad i Tobago                    | 7,72 |       |
| 13.     | 2    | 8   | Andreas Martinsen       | Dania                                | 7,75 |       |
| 14.     | 1    | 1   | Fábio dos Santos        | Brazylia                             | 7,76 |       |
| 15.     | 1    | 8   | Konstandinos Duwalidis  | Grecja                               | 7,79 |       |
| 16.     | 1    | 2   | Xie Wenjun              | Chiny                                | 7,90 |       |

### Finał
Źródło: IAAF
| Pozycja | Tor | Zawodnik                | Reprezentacja                        | Czas | Uwagi |
| ------- | --- | ----------------------- | ------------------------------------ | ---- | ----- |
| 01 !    | 5   | Omar McLeod             | Jamajka                              | 7,41 | WL    |
| 02 !    | 1   | Pascal Martinot-Lagarde | Francja                              | 7,46 | SB    |
| 03 !    | 3   | Dimitri Bascou          | Francja                              | 7,48 |       |
| 4.      | 2   | Jarret Eaton            | Stany Zjednoczone                    | 7,50 | SB    |
| 5.      | 6   | Spencer Adams           | Stany Zjednoczone                    | 7,64 |       |
| 6.      | 4   | Balázs Baji             | Węgry                                | 7,65 |       |
| 7.      | 2   | Eddie Lovett            | Wyspy Dziewicze Stanów Zjednoczonych | 7,75 |       |
| 8.      | 8   | Shane Brathwaite        | Barbados                             | 7,88 |       |